# Dorfkirche Seehausen (Niedergörsdorf)

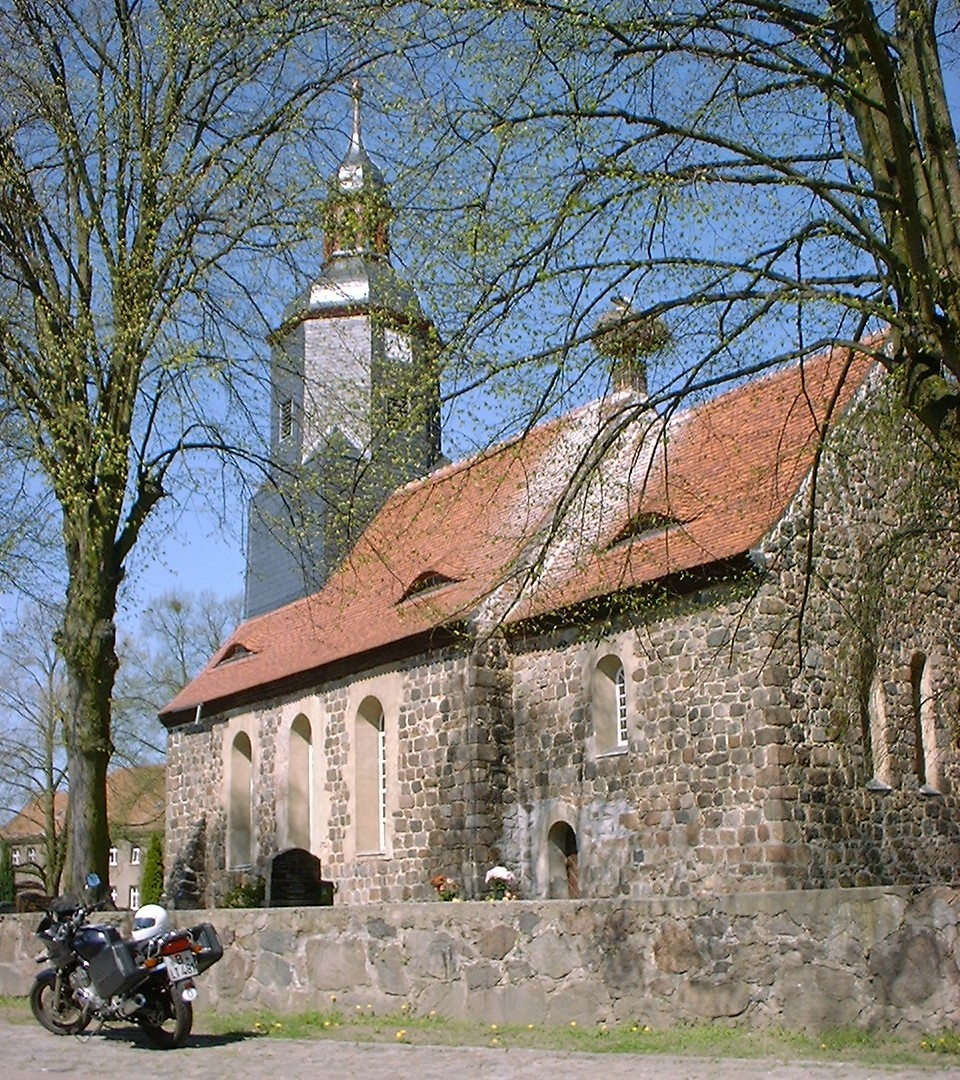
Dorfkirche Seehausen

Die evangelische Dorfkirche Seehausen in der Gemeinde Niedergörsdorf im Ortsteil Seehausen im Landkreis Teltow-Fläming in Brandenburg befindet mitten auf dem Dorfanger und ist umgeben vom Kirchhof. Die Kirche steht unter Denkmalschutz. Die Kirche war seit mindestens 1528 Mutterkirche. Ab 1894 wurde die Kirche als Tochterkirche in Naundorf angeschlossen. Heute wird die Kirche von Blönsdorf betreut. Das Patronatsrecht hatte der Landesherr.

## Kirche
Die Kirche wurde wahrscheinlich in der ersten Hälfte des 13. Jahrhunderts erbaut worden. Es ist ein Saalbau aus Feldstein mit einem Westturm und einem eingezogenen Chor. Im Dreißigjährigen Krieg wurde die Kirche zerstört. Im Jahre 1681 wurde die Kirche wieder aufgebaut. Dabei wurde das Dachwerk und die Ausstattung erneuert. Der hohe Kirchturm wurde 1682 erbaut, dieser wurde 1733 repariert. 1790 wurde der heutige Turm erbaut. Der Turm ist eine Fachwerkkonstruktion mit einem achteckigen Oberteil und einer Schweifhaube mit offener Laterne. Im Jahre 1852 wurde der Turm ebenfalls repariert, in diesem Jahr erhielt er die Schieferdeckung. Die Uhr im Turm ist aus dem Jahr 1907.
Die Kirche wurde ebenfalls im Laufe der Zeit repariert und verändert. Im Jahre 1843 wurden die Fenster vergrößert. Von 1847 bis 1848 wurde der Haupteingang auf die Westseite verlegt und drei Fenster auf der Südseite eingebaut. Das Innere wurde von 1873 bis 1877 renoviert. In den Jahren 1936 und 1937 wurde die Fachwerkkonstruktion des Turmes und dessen Schieferdeckung erneuert. Gleichzeitig wurde eine Heizung eingebaut. Weiter erhielten die Fenster eine helle Verglasung und das Innere wurde hell gestrichen. Der Turm wurde erneut von 1988 bis 1985 renoviert.

## Ausstattung
Der Kanzelaltar stammt aus der Wiederaufbauzeit, genau aus dem Jahr 1682. Der Kanzelaltar besteht aus einem polygonalen Kanzelkorb, an der Seite befinden sich dünne Säulen und durchbrochenen Wangen. Über den Kanzelschalldecke befindet sich ein Kruzifix. 1892 wurde die Treppe zur Kanzel erneuert. Die Taufe stammt aus dem späten 17. Jahrhundert. Sie besteht aus einer sechseckigen Kuppa und sechseckigen Schaft. Die Taufschale besteht aus Zinn und wurde im Jahr 1868 erstellt. Der Orgelprospekt stammt aus dem Jahr 1783, allerdings wurde 1902 ein neues Werk von A. Schuke aus Potsdam mit zehn Registern auf einem Manual und Pedal eingebaut. Die Orgel steht auf einer hufeisenförmigen Empore, sie stammt wohl aus dem gleichen Jahr wie der Prospekt.
Die Glocke wurde 1736 von Johann Gottfried Weinhold in Dresden gegossen. Sie besteht aus Bronze. Weiter befinden sich drei Epitaphe in der Kirche. Sie sind für den Pfarrer Jacob Tronicke und dessen Kinder Johann Jacob (1701–1705) und Johanna Eleonora (1703–1705). Die Wetterfahne aus dem Jahr 1790 befindet sich heute auf der Empore.